# Ptychamalia platensis
Ptychamalia platensis är en fjärilsart som beskrevs av Louis Beethoven Prout 1910. Ptychamalia platensis ingår i släktet Ptychamalia och familjen mätare. Inga underarter finns listade.